# Gryllica curitibana
Gryllica curitibana är en skalbaggsart som beskrevs av Lane 1965. Gryllica curitibana ingår i släktet Gryllica och familjen långhorningar. Inga underarter finns listade i Catalogue of Life.